# Zhansaya Abdumalik

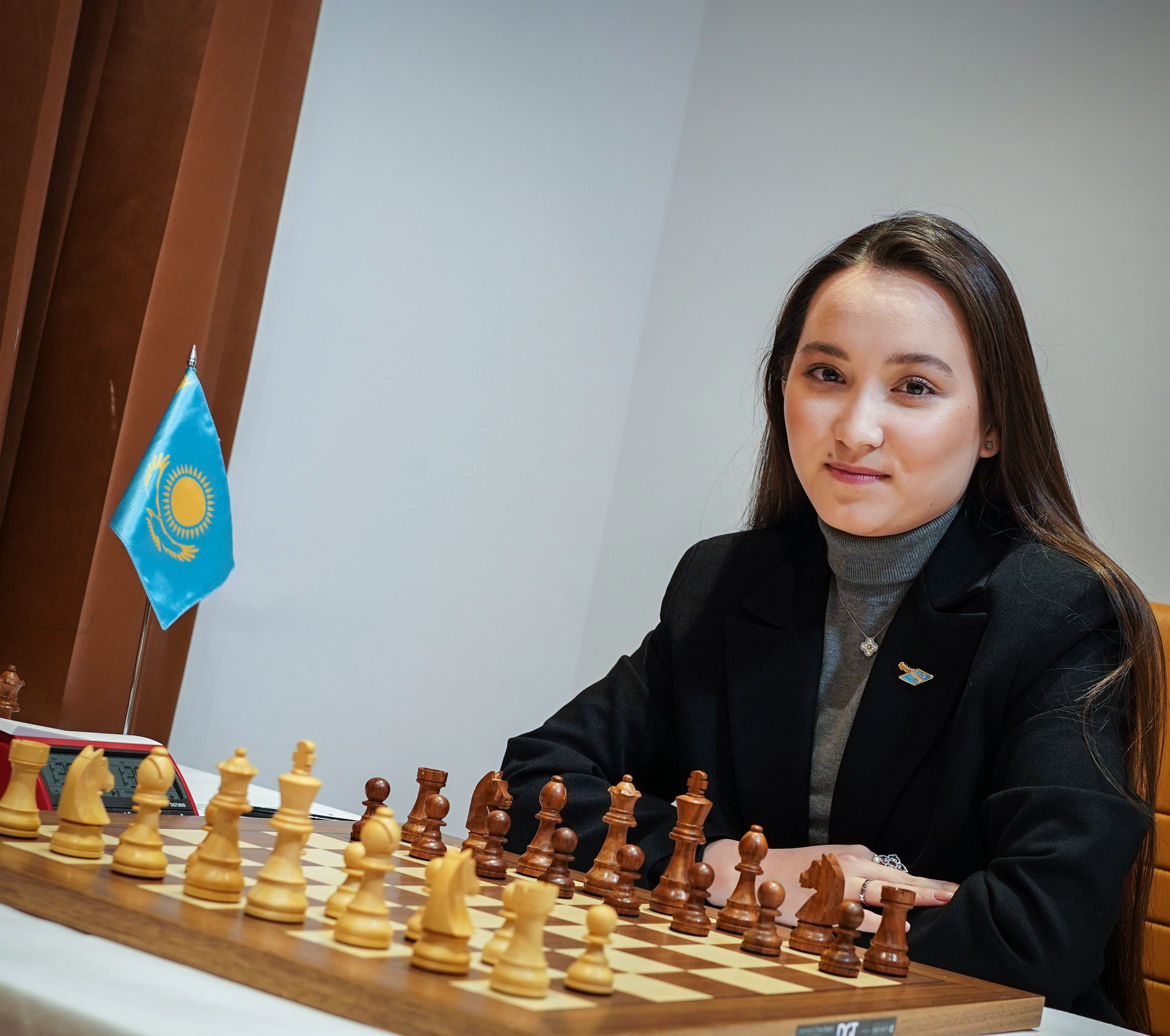
Abdumalik in 2023

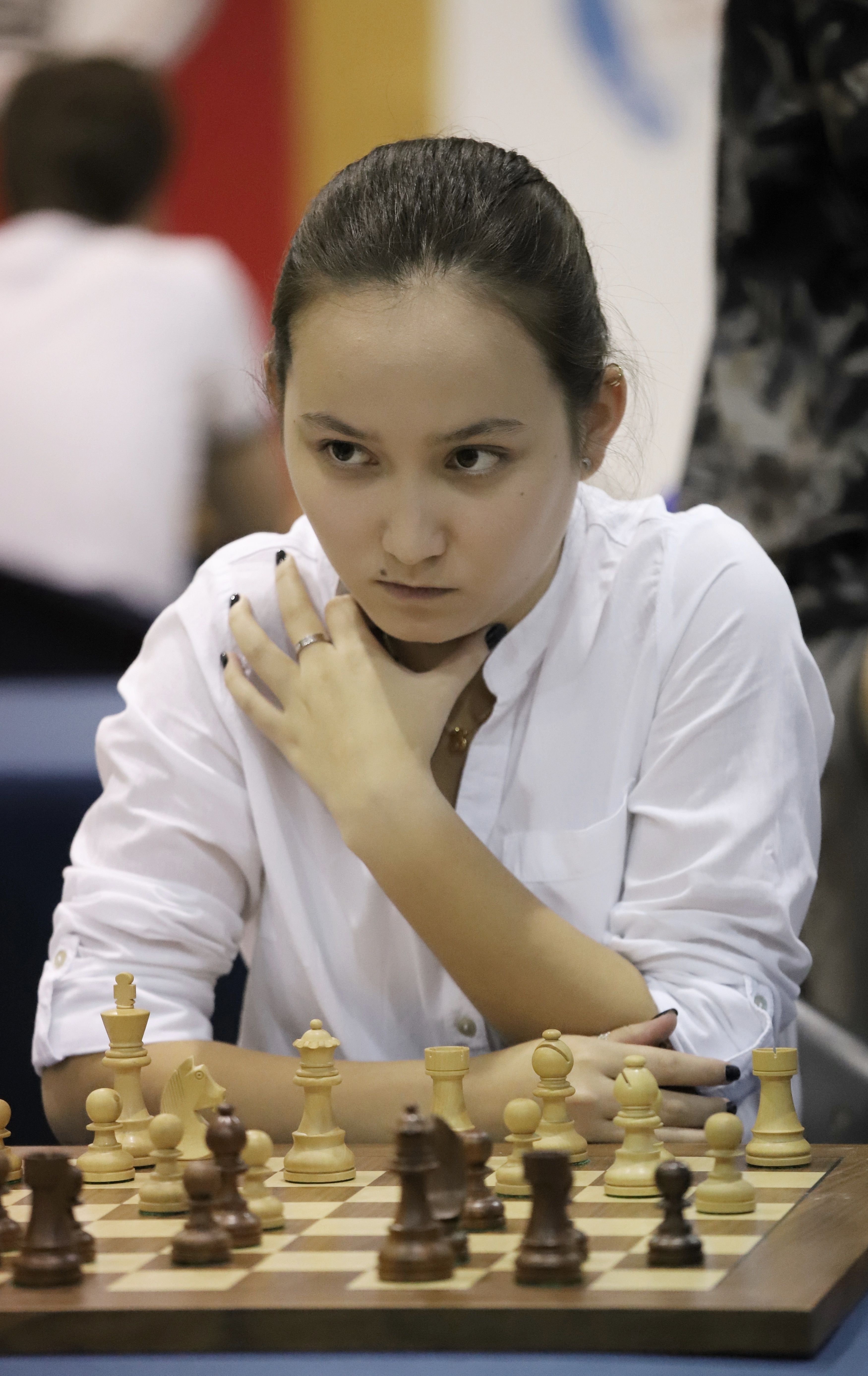
Abdumalik in 2019

Zhansaya Abdumalik (Almaty, 12 januari 2000) is een Kazachse schaakster. Sinds 2021 is ze een grootmeester (GM). Ze is de eerste Kazachse vrouw en de 39e vrouw wereldwijd, die grootmeester is geworden. Abdumalik had in oktober 2021 Elo-rating 2507 en is nummer 11 op de wereldranglijst van vrouwelijke schakers. Abdumalik was twee keer wereldjeugdkampioen bij de meisjes en een keer wereldkampioen junioren bij de meisjes. Twee was ze nationaal kampioen van Kazachstan bij de vrouwen.  
Ze nam met het Kazachse nationale vrouwenteam deel aan Schaakolympiades, het WK landenteams, en het toernooi om de Cup voor Aziatische vrouwenteams. Op 20 april 2022 werd ze president van de Almaty Chess Federation.
Abdumalik begon met schaken op vijfjarige leeftijd, en bleek een wonderkind. Op zevenjarige leeftijd kwalificeerde ze zich voor het wereldkampioenschap schaken voor jeugd (meisjes); ze werd kampioen in de categorie tot 8 jaar toen ze 8 jaar oud was en kampioen in de categorie tot 12 jaar toen ze 11 jaar oud was. Op 14-jarige leeftijd werd ze grootmeester bij de vrouwen (WGM) en op 16-jarige leeftijd werd ze Internationaal Meester (IM). In 2017 werd ze wereldkampioen junioren (tot 20 jaar) bij de meisjes. In 2017 en 2018 behaalde ze de normen voor de grootmeestertitel. In 2021 bereikte ze in Gibraltar de benodigde Elo-rating 2500, tijdens de FIDE Grand Prix 2019–21 voor vrouwen, waardoor ze grootmeester (GM) werd. Haar performance-rating bij dat toernooi was 2699. 

## Beginjaren
Zhansaya Abdumalik werd op 12 januari 2000 geboren in Almaty. Haar ouders waren Alma en Daniyar Ashirov, maar ze kreeg dezelfde achternaam als die van haar grootvader, op diens verzoek. Op vijfjarige leeftijd leerde ze van haar vader schaken. Een jaar later ging ze met haar oudere broer Sanzhar naar een schaakschool. Na drie jaar stapte haar broer over naar atletiek. Zhansaya Abdumalik ging door met schaken en bleek een wonderkind te zijn. Het eerste toernooi waaraan ze deelnam was het kampioenschap van de stad Almaty. In januari 2007 werd ze nationaal kampioen van Kazachstan in de categorie tot 8 jaar. Hiermee kwalificeerde ze zich voor de categorie meisjes to 8 jaar van het Wereldkampioenschap schaken voor jeugd, waar ze met 8 pt. uit 11 als vierde eindigde. In 2007 kreeg ze de Kazachse IM Nikolay Peregudov als trainer.
In 2008 won ze het Aziatisch schaakkampioenschap voor jeugd in de categorie tot 8 jaar. In hetzelfde jaar nam Abdumalik opnieuw deel aan het wereldkampioenschap schaken voor jeugd in de categorie tot 8 jaar, deze keer in Vũng Tàu in Vietnam, en won de gouden medaille. Na haar openingspartij te hebben verloren, won ze 10 partijen op rij en behaalde  10 pt. uit 11. Qiyu Zhou werd tweede op een afstand van 1½ punt. Ze werd hiermee de eerste Kazachse wereldkampioen in het schaken.
Na 2011 bracht ze een jaar door aan de ASEAN Schaak-academie in Singapore, waar ze training kreeg van Zhang Zhong, een grootmeester uit Singapore. Terug in Kazachstan werd ze enkele jaren getraind door David Arutinian, een Georgische GM, en Vladimir Chuchelov, een Belgische GM die in het verleden trainer van het Nederlandse nationale team was geweest. Toen Abdumalik ongeveer 18 jaar was, werkte ze met Zahar Efimenko, een Oekraïense GM die secondant was van wereldkampioen Vladimir Kramnik.

## Schaakcarrière

### 2009–2014: Wereldkampioen (tot 12 jaar), WGM op 14-jarige leeftijd

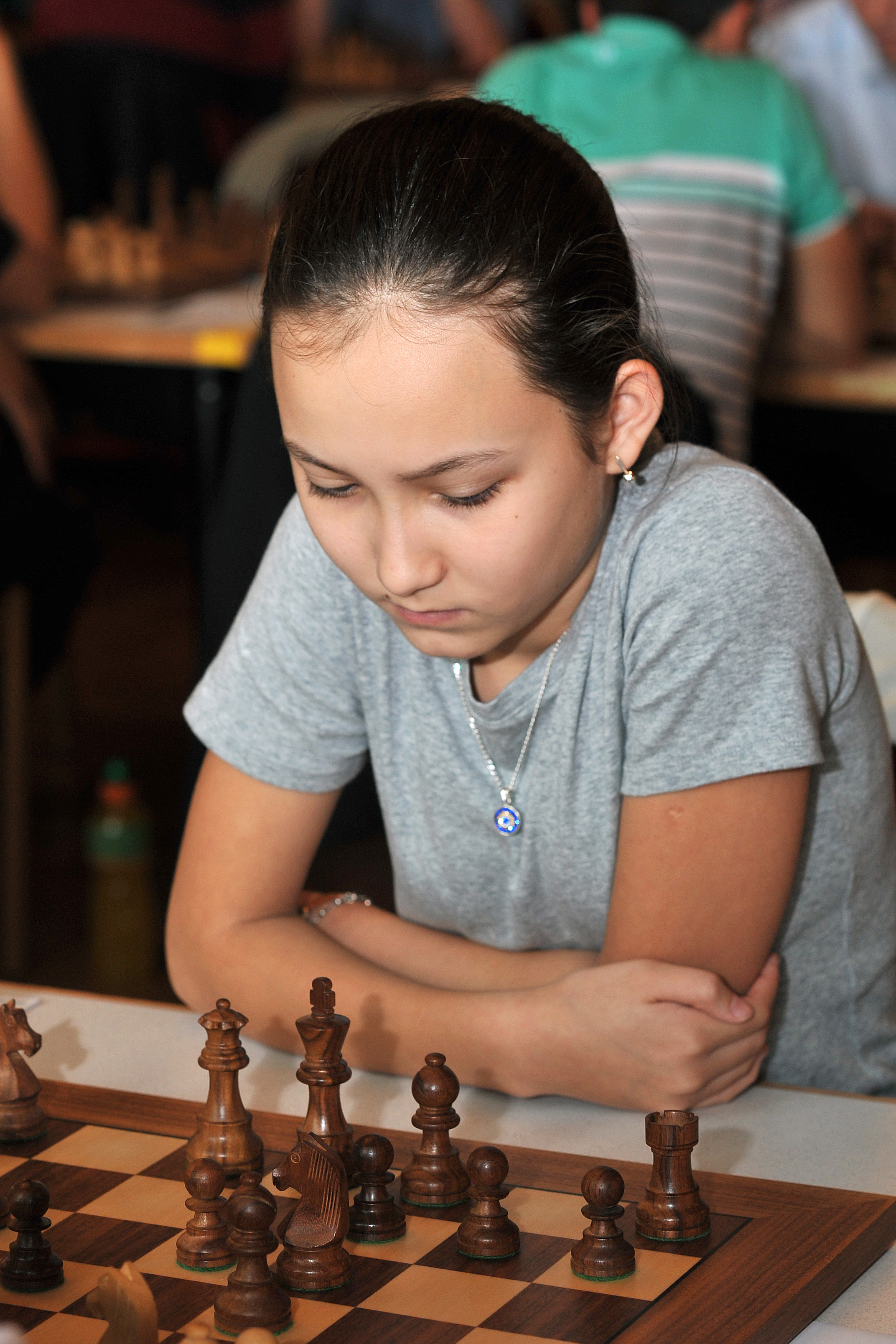
Abdumalik op het Wenen Open in 2013

Abdumalik had op negenjarige leeftijd haar eerste Elo-rating 1854 in april 2009. In 2010 behaalde ze op het WK jeugd in Griekenland met 9 pt. uit 11 de zilveren medaille in de categorie meisjes tot 10 jaar, waarmee ze direct de titel FIDE Meester bij de vrouwen (WFM) verkreeg. In 2011 werd ze IM bij de vrouwen (WIM) vanwege haar tweede plaats in de categorie meisjes tot 20 jaar, met 6½ pt. uit 9, van de ASEAN+ leeftijdsgroep-kampioenschappen in Indonesië. Tijdens 2011 behaalde ze ook voor het eerst een rating boven de 2100. 
Eind 2011 won Abdumalik voor de tweede keer het WK jeugd, in Brazilië, deze keer in de categorie meisjes tot 12 jaar, met 8 pt. uit 9. Ook won ze in 2011 voor de 2e keer op rij de sectie meisjes tot 11 jaar van het wereldkampioenschap schaken voor scholen. In 2012 werd ze met 8½ pt. uit 11 gedeeld tweede op het WK jeugd, categorie tot 12 jaar, dat werd gewonnen door Vaishali Rameshbabu. In 2012 nam ze ook voor de eerste keer deel aan het WK junioren (sectie meisjes tot 20 jaar) en scoorde 7 pt. uit 13. Op het Alushta zomertoernooi in Oekraïne behaalde ze zonder verliespartij met 7 pt. uit 11 haar eerste WGM-norm.
Tijdens 2013 behaalde Abdumalik voor het eerst een rating boven de 2300. Ze nam deel aan het nationaal Kazachs vrouwenkampioenschap en eindigde daar met 7 pt. uit 9 als tweede, achter Guliskhan Nakhbayeva, die won via de tiebreak. Ze nam ook deel aan de open sectie van het nationaal kampioenschap junioren tot 20 jaar en won zowel het rapidschaak- als het blitzschaak-toernooi. Later dat jaar nam ze op 13-jarige leeftijd deel aan het wereldkampioenschap schaken voor junioren in Turkije, en werd tweede met 9½ pt. uit 13. Hiermee behaalde ze haar tweede WGM-norm en kreeg bij de jaarlijkse Aziatische Schaak-awards de award voor het beste meisje onder 20 jaar. Later dat jaar won ze in Tsjechië het Brno Open toernooi met 7½ pt. uit 9. Abdumalik begon 2014 met het behalen van haar laatste WGM-norm op het Gibraltar Schaakfestival in februari, via een score van 5½ pt. uit 10 tegen tegenstanders met als  gemiddelde rating 2366. De ratinglimiet van 2300 had ze al eerder bereikt, waardoor ze binnen een maand na 14 jaar oud te zijn geworden de WGM-titel ontving. Op het Aziatische Open kampioenschap blitzschaak voor vrouwen 2014 werd ze derde, achter Tan Zhongyi (1e) en Dronavalli Harika (2e). In dat jaar bereikte ze de Elo-rating 2379.

### 2015–2016: titel Internationaal Meester

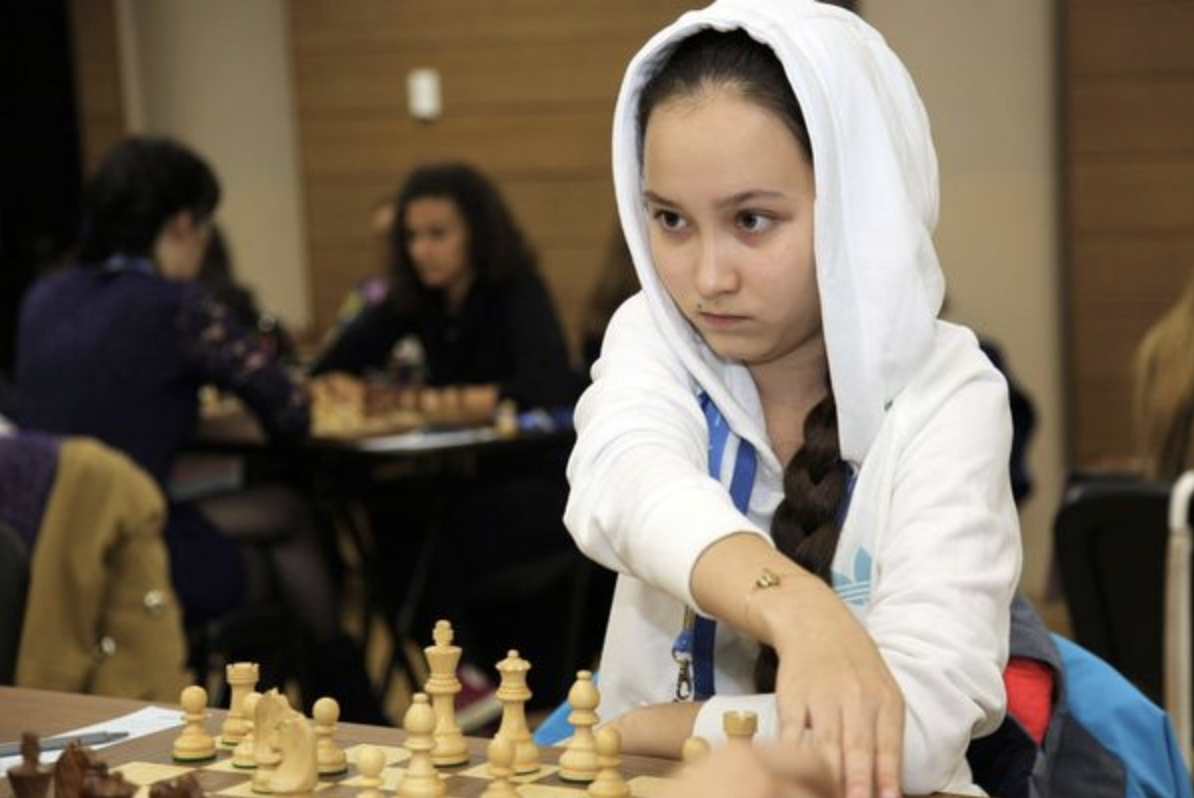
Abdumalik op het wereldkampioenschap voor junioren in 2015, waar ze de bronzen medaille won

In 2015 voldeed Abdumalik aan twee van de benodigde eisen voor de titel "Internationaal Meester": ze behaalde met 6½ pt. uit 10 een IM-norm op het Reykjavik Open, en ze passeerde de ratingdrempel 2400. Later dat jaar scoorde Abdumalik 9½ pt. uit 13 op het WK junioren in Khanty-Mansiysk, Rusland, waarmee ze derde werd.
In 2016 behaalde ze haar tweede IM-norm op de Aziatische kampioenschappen voor vrouwenteams. Midden 2016 won ze voor de eerste keer het vrouwenkampioenschap van Kazachstan, met 7 pt. uit 9, een half punt meer dan Yelena Ankudinova, die tweede werd. Eind 2016 won ze met 7 pt. uit 9 het Krystyna Hołuj-Radzikowska Memorial toernooi, waarmee ze haar derde IM-norm behaalde. Hierdoor werd ze een maand voordat ze 17 werd Internationaal Meester. Abdumalik nam in 2016 deel aan het wereldkampioenschap rapidschaak voor vrouwen, waar ze de zesde plaats bereikte, en aan het wereldkampioenschap blitzschaak.

### 2017–2021: Wereldkampioen junioren, GM-titel
In 2017 werd Abdumalik 15e op het Aeroflot Open B toernooi, met 118 deelnemers, 1 punt onder winnaar. Op het nationale Kazachse vrouwenkampioenschap werd ze derde. Abdumalik behaalde haar eerste GM-norm op het World Open in de Verenigde Staten. Ze werd met 7 pt. uit 9 gedeeld tweede en had als performance rating 2650. Abdumalik won tegen het einde van het jaar met 9½ pt. uit 11 het wereldkampioenschap schaken voor junioren in Italië. Einde van het jaar deed Abdumalik  mee aan de wereldkampioenschappen rapidschaak en blitzschaak voor vrouwen, waarbij ze op het blitztoernooi als achtste eindigde (van de 100 deelnemers), met boven zich uitsluitend GMs.
In 2018 behaalde Abdumalik haar andere twee GM-normen, respectievelijk in maart op het Karpos Open, waar ze met 7 pt. uit 9 vijfde werd, en in april op het Boedapest Lentefestival, waar ze 6 pt. uit 9 behaalde. Nu moest ze nog de Elo-rating 2500 bereiken om de GM-titel te kunnen verkrijgen. Later in 2018 deed Abdumalik voor de eerste keer mee aan het wereldkampioenschap schaken voor vrouwen, een knockout-toernooi met 64 deelneemsters. Haar eerste drie matches won ze van achtereenvolgens Padmini Rout, Zhao Xue en Jolanta Zawadzka, waarna ze via de tiebreak, bestaande uit blitzpartijen, werd uitgeschakeld door Maria Moezytsjoek.
Abdumalik was begin 2019 de jongste deelneemster aan de Cairns Cup, een round-robin toernooi voor tien wereldwijd toonaangevende schaaksters. Met de 50% score 4½ pt. uit 9 eindigde ze in het midden van het veld. Abdumalik won van Amin Tabatabaei, een GM met rating 2638, op het Gibraltar Schaakfestival begin 2020, maar haalde een slecht resultaat op het Aeroflot Open A. In maart 2020 ontving Abdumalik een invitatie voor toernooi 3 van de FIDE Grand Prix 2019–21 voor vrouwen in Lausanne, ter vervanging van Zhao Xue die zich moest terugtrekken bij het uitbreken van de COVID-19-pandemie. Ze eindigde als derde van de 12 deelnemers, met 6 pt. uit 11.
Vanwege de pandemie speelde Abdumalik pas weer in een toernooi op het nationale vrouwenkampioenschap eind 2020, dat door haar werd gewonnen. Haar volgende toernooi was toernooi 4 van de FIDE Grand Prix voor vrouwen in Gibraltar, wat door haar werd gewonnen met 8½ pt. uit 11. In dit toernooi bereikte ze de rating 2500 na in ronde 9, na 133 zetten en zes uur, te hebben gewonnen van Valentina Goenina. Hierdoor werd ze op 21-jarige leeftijd grootmeester. Ook bereikte ze de elfde plaats op de wereldranglijst van schaaksters.
Op 30 mei 2022 won Zhansaya Abdumalik met het team van OSG Baden-Baden de vrouwencompetitie in de Duitse bondscompetitie.

## Nationale teams
Abdumalik nam drie keer met het nationale Kazachse team deel aan de Schaakolympiade voor vrouwen. Ze maakte in 2014 haar debuut op de 41e Schaakolympiade in Noorwegen, spelend aan bord 3. Hoewel het team nummer 17 was op de lijst van gemiddelde ratings, van de 136 deelnemende teams, eindigde het team op de zesde plaats, met 17 punten (+8 =1 –2). Abdumalik scoorde 4½ pt. uit 9. In 2016 eindigde het team, met Abdumalik spelend aan het eerste bord, bij de 42e Schaakolympiade in Bakoe op plaats 37 met 13 punten (+6 =1 –4). Abdumalik scoorde 6 pt. uit 10. In 2018, op de 43e Schaakolympiade in Batoemi, eindigde Kazachstan op plaats 11 met 16 punten (+6 =4 –1). Abdumalik speelde aan bord 2 en scoorde 7½ pt. uit 11.
Abdumalik speelde twee keer met het Kazachse vrouwenteam op het WK landenteams en aan bord 3 in het Aziatische kampioenschap voor teams. Op het WK landenteams speelde ze aan het eerste bord en scoorde 1½ pt. uit 8 in 2015 en 3½ pt. uit 8 in 2019. Abdumalik scoorde bij haar eerste deelname in 2014 aan het Aziatische kampioenschap voor teams slecht, maar in 2016 behaalde ze 5½ pt. uit 8, waarmee ze haar tweede IM-norm verkreeg. Haar team werd derde, en zelf won ze de zilveren medaille voor haar individuele prestatie aan het tweede bord. In 2018 behaalde ze 4½ pt. uit 6.

## Speelstijl
Abdumalik heeft met wit een sterke voorkeur voor de koningspionopening (1.e4). Met zwart reageert ze op 1.e4 meestal met de Siciliaanse verdediging (1.e4 c5), en op 1.d4 (de damepionopening) met de Grünfeldverdediging (1.d4 Pf6 2.c4 g6 3.Pc3 d5).

## Persoonlijk leven
Abdumalik studeerde aan de International Information Technology University in Almaty, waar ze een computer-programmeur studie volgde.
Abdumalik en haar ouders startten in 2014 de Zhansaya Abdumalik Schaak-academie. Deze groeide uit tot drie afdelingen met in totaal meer dan 700 studenten.
Voormalig wereldkampioen Anatoli Karpov was aanwezig bij de opening van de academie, waarbij hij en Abdumalik een snelschaakmatch speelden over vier partijen. Karpov won beide rapidpartijen, Abdumalik won een van de blitzpartijen en wist de andere remise te houden.
Naast schaken heeft Abdumalik als hobby's boksen en vissen, en eerder ook zwemmen.

## Externe koppelingen
- (en)   Informatie over schaakpartijen van Zhansaya Abdumalik op ChessGames.com
- (en)   Informatie over schaakpartijen van Zhansaya Abdumalik op 365chess.com
- (en)  FIDE-ratinggegevens voor Zhansaya Abdumalik